# چاک شومر
چاک شومر (به انگلیسی: Chuck Schumer) (زادهٔ ۲۳ نوامبر ۱۹۵۰) سناتور نیویورک در سنای ایالات متحده آمریکا  و رهبر اقلیت حزب دموکرات است که برای نخستین‌بار در ۳ ژانویه ۱۹۹۹ با شکست دادن آلفونسو داماتو سناتور جمهوری‌خواه وقت به عضویت این مجلس درآمد.
شومر در ۱۶ نوامبر ۲۰۱۶ به عنوان رهبر اقلیت دمکرات سنا انتخاب شد. پس از انتخابات ۲۰۲۰–۲۰۲۱ سنا، شومر رهبر اکثریت سنا شد.

## مواضع سیاسی
۱- موافقت‌نامه اتمی با ایران
چارلز شومر از معدود سناتورهای دموکرات است که مواضعی مغایر با این حزب اتخاذ کرد و در تصویب طرح ضد ایرانی کنگره با جمهوری‌خواهان همراه شد. شومر سناتور دموکرات نیویورک است و زمانیکه حمایت خود را از طرح ضد ایرانی کنگره اعلام کرد، موجب شگفتی دیگر هم حزبی‌های خود شد. او یکی از مخالفان تفاهم هسته‌ای لوزان است و از باراک اوباما رئیس‌جمهور آمریکا در این پرونده حمایت نمی‌کند. البته اعتراضات فراوان علیه موضع‌گیری شومر موجب شد او عقاید خود را کمی تعدیل کند و مدعی شد در انتظار دریافت اطلاعات بیشتری دربارهٔ تفاهم لوزان قبل از به تصویب رساندن طرح ضد ایرانی کنگره است.
شومر روز ۶ اوت (۱۵ مردادماه) اعلام کرد که علیه توافق هسته‌ای ایران در کنگره رأی می‌دهد و در واقع سه هفته بعد از آنکه «باراک اوباما» رئیس‌جمهور آمریکا توافق هسته‌ای را برای بررسی در اختیار کنگره قرار داد، مخالفت خود را با برجام اعلام کرد. روزنامه آمریکایی «نیویورک‌تایمز» گزارش کرد که مخالفت شومر «دیوار آتش دموکرات‌ها را به لرزه درآورد». پایگاه «لوبلاگ» گزارش کرد، لابی (آیپک) یکی از بانفوذترین مخالفان برجام در واشینگتن با صدور بیانیه‌ای از موضع شومر استقبال کردند.
آیپک انتظار داشت که شومر بتواند بسیاری از دموکرات‌ها را با خود هم راستا کند ولی تنها سه سناتور دموکرات کنگره از جمله سناتور بن کاردین، جو مانچین و رابرت منندز با برجام به مخالفت پرداختند.

## مواضع ضد اسلحه
وی از جمله سناتورهای دموکرات آمریکا است که تلاش جدیدی را آغاز کردند تا با وضع قوانین سخت‌گیرانه‌تر، از شدت و تعداد خشونت‌های مسلحانه در آمریکا، کم کنند.